# 1942 в авіації
Основна стаття: Авіація.
Хронологічний список подій у авіації за 1942 рік.

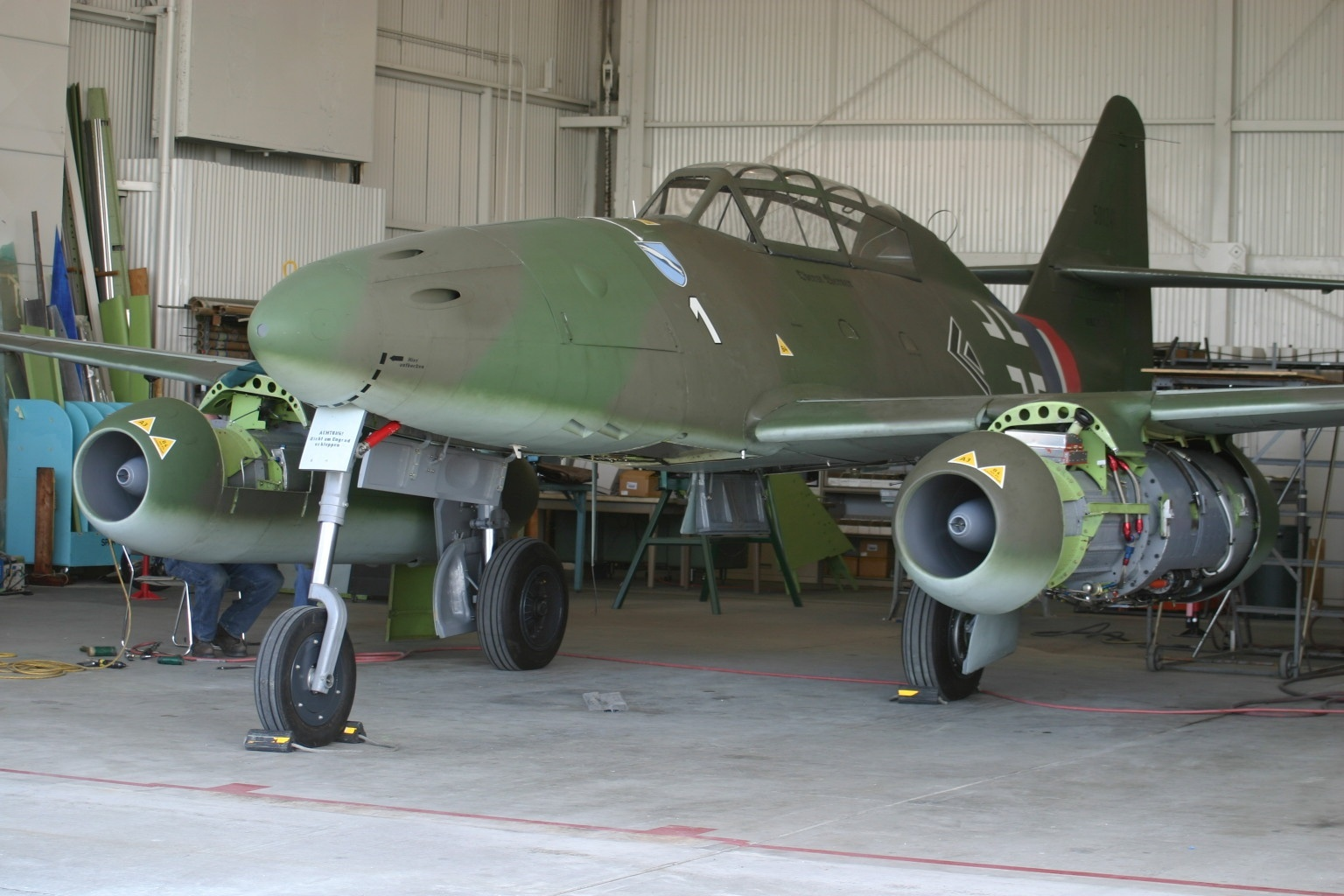
1942 рік, перший політ з реактивним двигуном Messerschmitt Me 262

## Події
- 13 січня — тест-пілот компанії «Heinkel» Хельмут Шенк, стає першою людиною, що покине літак на викидному сидінні, після того, як перший прототип Heinkel He 280 став некерованим.
- 30 січня — «Канадські тихоокеанські авіалінії» (англ. Canadian Pacific Air Lines) засновуються шляхом придбання і злиття «Arrow Airways» і «Canadian Airways», разом з усіма філіями останніх.
- квітень — «General Motors» створює авіаційний відділ на базі свого відділення «Fisher Body Division».

### В межах Другої світової війни
- січень — лейтенант радянських ВПС Іван Чиссов, пережив падіння з висоти 6706 метрів без парашуту[Вин. 1].
- 11—13 лютого — 250 винищувачів Messerschmitt Bf 109, Focke-Wulf Fw 190 та 30 нічних винищувачів Messerschmitt Bf 110, беруть участь у «Операції Цербер» (нім. Operation Zerberus) із захисту проходу через Ла-Манш трьох великих надводних кораблів Крігсмаріне з Бресту до Німеччини (крейсерів «Шарнгорст», «Гнайзенау» та важкого крейсеру «Принц Ойген»).
- 12 лютого — німецькими пікіруючими бомбардувальниками на Мальті потоплено британський ескадрений міноносець HMS Maori.
- 13 лютого — сто японських літаків скинули 700 парашутистів на Палембанг на Суматрі.
- 19 лютого — літаки Імперський флот Японії здійснюють масований наліт на Дарвін, Австралія, де в гавані знаходяться 45 кораблів. Також відомий як «Великий Дарвінський наліт».
- 3 березня — три Mitsubishi «Zero» ВМФ Японії, збивають поблизу Бруму в Західної Австралії Douglas DC-3 голландської авіакомпанії KNILM (Koninklijke Nederlandsch-Indische Luchtvaart Maatschappij). Загинуло 4 з 12 людей на борту. Японський літаючий човен Kawanishi H6K бомбардує уламки літака наступного дня. В результаті інциденту, зникли діаманти вартістю від 150 тис. до 300 тис. австралійських фунтів, що перебували на борту DC-3.
- 5 березня — ВПС СРСР, створюють, як окремий рід ВПС, Авіацію далекої дії, її очолював О. Є. Голованов.
- в ніч з 10 на 11 квітня — під час рейду на Ессен, Королівські військово-повітряні сили, застосовують нову бомбу «Super Cookie» вагою 3629 кг. Це найбільша на той час авіабомба.
- 2 травня — американський підводний човен SS-228 торпедує та потопляє японський гідроавіаносець «Mizuho» (яп. 瑞穂). Загинув 101 чоловік, в тому числі 7 офіцерів. Крейсер «Такао» врятував 472 членів екіпажу, в тому числі командира, Юдзуру Окума (яп. 熊譲).
- 3 травня — шість торпедоносців Heinkel He 111S із KG 26, атакують арктичний конвой PQ 15.
- 13 травня — після дворічного перерви відновлюється будівництво німецького авіаносця «Graf Zeppelin».
- 19 травня — бомбардувальник Пе-8 з В. М. Молотовим на борту вилетів з Радянського Союзу до Лондона і далі (через Ісландію і Канаду) - в Вашингтон. Політ проходив на великій висоті над контрольованою німецькою авіацією територією. Командир екіпажу - Е. К. Пуусепп.
- 27 травня — 108 німецьких літаків атакують конвой PQ-16 у Північному Льодовитому океані.
- в ніч з 30 на 31 травня — 1047 британських бомбардувальників атакують Кельн, 57 британських винищувачів підтримують атаку. Загинуло 480 осіб і поранено 5000 чоловік. 41 бомбардувальник втрачено.
- 1 червня — через часткову схожесть з прапором Японії, Повітряні сили армії США приймають нову емблему ВПС —без червоного диска; діє до липня 1943.
- 23 червня — новітній винищувач Німеччини Focke-Wulf Fw 190, захоплено непошкодженим, коли він помилково приземлився на аеродромі Пембрі в Уельсі.
- вересень — Італія починає перетворення пасажирського лайнера Augustus на свій другий авіаносець, спочатку названий «Falcon» і пізніше перейменований в «Sparviero». Проект буде припинено, коли Італія у вересні 1943 капітулює перед союзниками.
- 9 вересня —
  - японський гідролітак Yokosuka E14Y, запущений з підводного човна I-25, здійснив два напади на узбережжя штату Орегон в США, скинувши чотири 76-кг фосфорні бомби, в намаганні спричинити лісові пожежі. Це єдиний випадок, коли авіація противника бомбить континентальні Сполучені Штати під час Другої світової війни.
  - британський авіаносець HMS Avenger входить до ескорту конвою PQ 18. Це перший авіаносець, що супроводжує арктичний конвой.
- 10 вересня — командування повітряного транспорту армії Сполучених Штатів, створює жіночу допоміжну ескадрилью (WAFS), організацію цивільних льотчиків, які переправляють військові літаки з заводів до аеродромів, щоб звільнити пілотів-чоловіків від небойових завдань.
- 12 вересня — після того, як німецькій Blohm & Voss BV 138 виявив конвой PQ 18, далі його атакують Heinkel He 111, потопивши вісім торгових суден торпедами.
- 15 вересня — німецький ас Ганс-Йоахім Марсель збиває сім британських літаків Curtiss P-40 Warhawk протягом одного виліту у Північній Африці, здобувши 150-ту повітряну перемогу.
- від 1 червня німецькі нічні винищувачі, збили 435 британських бомбардувальників.
- 13 листопада — розвідувальний гідроплан Vought OS2U Kingfisher, рятує найрезультативнішого американського аса Першої світової війни Едуарда Рікенбекера (англ. Eddie Rickenbacker) та двох інших членів екіпажу, що вижили після катастрофи Boeing B-17 Flying Fortress. Вони перебували на рятувальному плоті у Тихому океані протягом 22 днів.
- 14 листопада — німецький підводний човен U-155 торпедує та зунурює британський авіаносець HMS «Avenger» поблизу Гібралтару, вижило 17 членів екіпажу.
- 4 грудня — бомбардувальники ВПС США вперше здійснили рейд до Італії.
- Протягом 1942 німецькі нічні винищувачі, захищаючи Німеччину, збили 687 британських бомбардувальників.

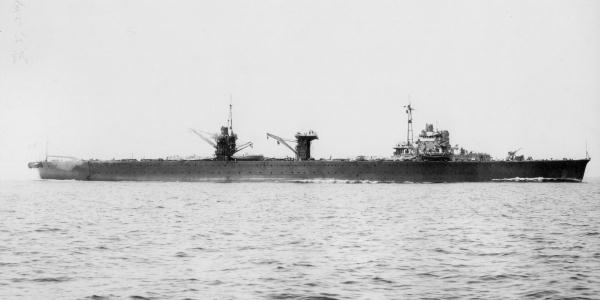
Гідроавіаносець «Mizuho»
Емблема ПС армії США (червень 1942—липень 1943)
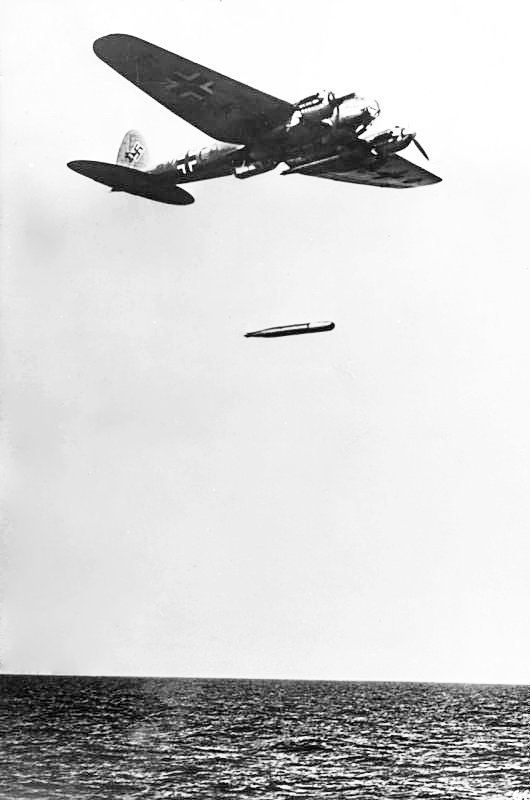
He 111

## Перший політ
- початок року — Focke-Wulf Fw 191, прототип бомбардувальника.
- 7 січня — Supermarine Seafire, британський палубний одномоторний винищувач-моноплан.
- 13 січня — Sikorsky R-4, перший гелікоптер, що серійно випускався у США.
- 23 лютого — перший політ важкого гарматного винищувача ИТП (рос. Истребитель Тяжелый Пушечный) конструкції Миколи Полікарпова.
- 27 лютого — Blackburn Firebrand, британський одномоторний флотський винищувач.
- 20 березня — Mitsubishi J2M, винищувач-перехоплювач Імперського флоту Японії.
- 15 травня — Літак БІ-1 під керуванням Г. Я. Бахчиванджі вперше злетів з використанням ракетного двигуна. Політ продовжувався 3 хв. 9 сек., за 60 сек. роботи РРД була досягнута висота 840 метрів, при максимальній швидкості 400 км/год і максимальною швидкопідйомністю 23 м/с.
- 22 травня — Aichi E16A «Zuiun» (яп. 瑞雲), розвідувальний морський гідролітак, Модель 11.
- 16 липня — Junkers Ju 290, німецький дальній морський розвідник.
- 18 липня — перший політ з реактивним двигуном Messerschmitt Me 262.
- 23 грудня — Messerschmitt Me 264, прототип німецького стратегічного бомбардувальника та далекого морського розвідника.

#### Без точної дати
- травень — перший політ японського торпедоносця Aichi B7A «Ryusei» (яп. 流星).

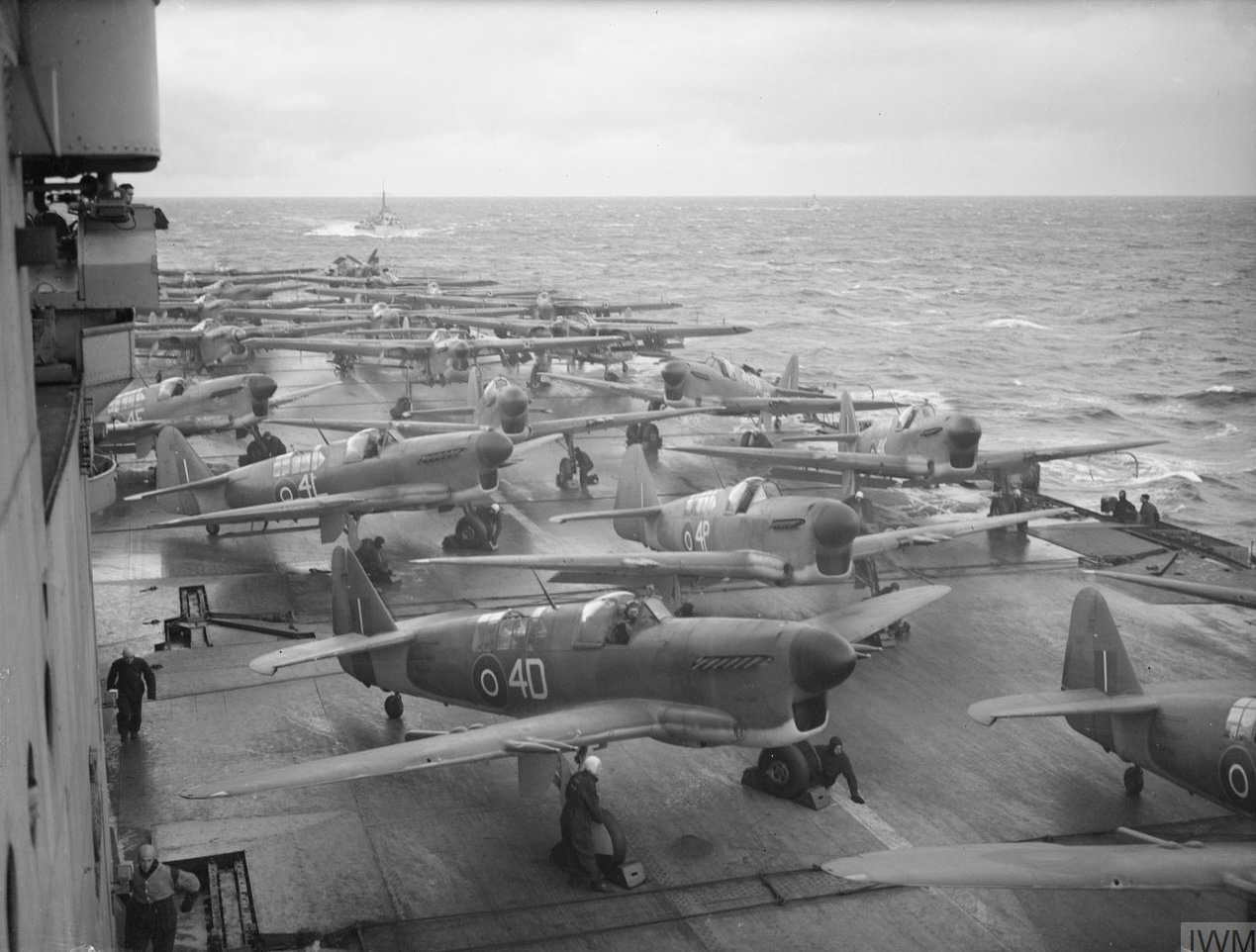
Supermarine Seafire
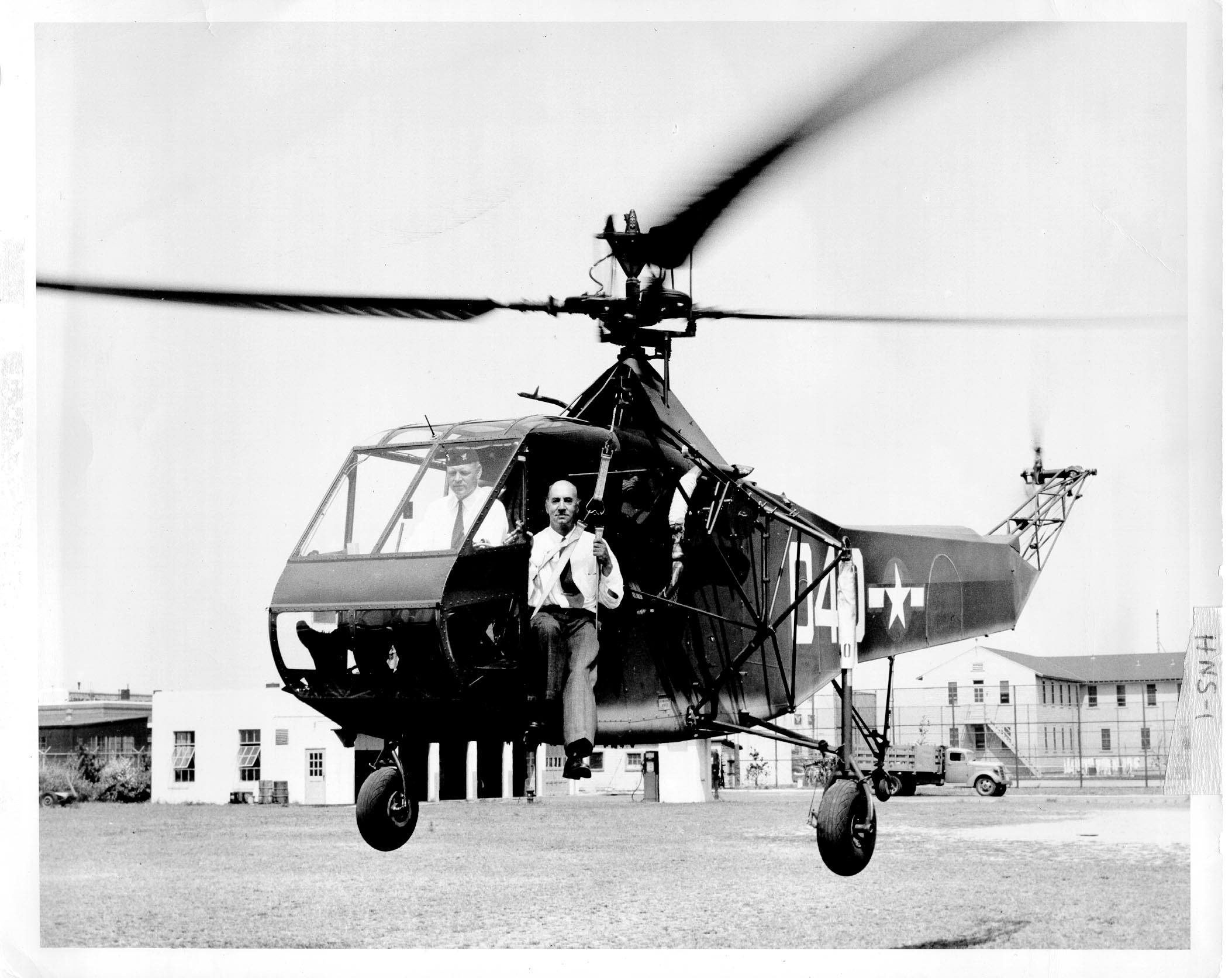
R-4
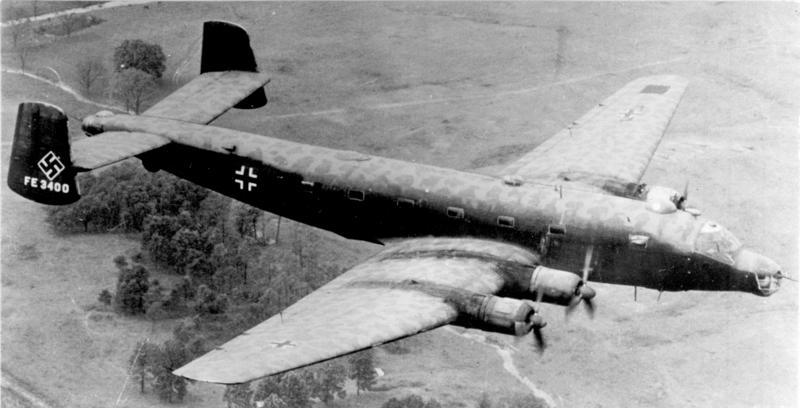
Ju 290
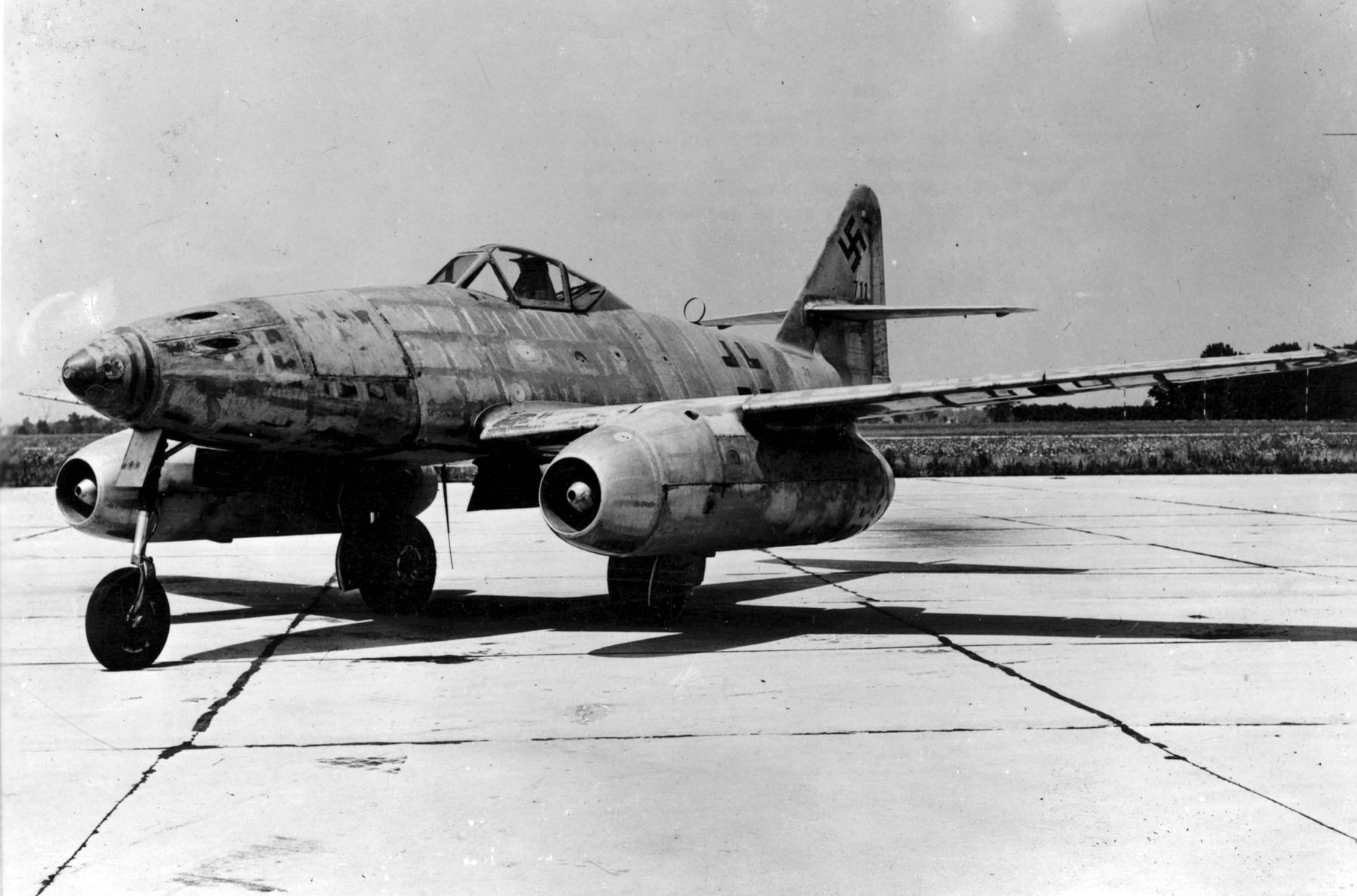
Me 262
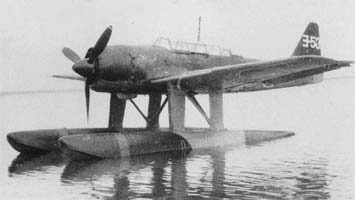
Aichi E16A «Zuiun»

## Персоналії

### Народилися
- 12 січня — Дмитро Ківа, український промисловий діяч, президент-генеральний конструктор ДП «Антонов», Герой України.

### Померли
- 12 січня — загинув у авіакатастрофі літака Пе-2, поблизу Арзамасу, Володимир Михайлович Петляков, радянський авіаконструктор, лауреат Сталінської премії I ступеню (1941).
- 28 січня — Олександр Михайлович Лук'янов, радянський льотчик-винищувач, Герой Радянського Союзу (22 липня 1941). Двічі робив повітряний таран і повертався в стрій, збив 4 літаки противника, загинув в повітряному бою.
- 22 травня — японський ас Татео Като (яп. 加藤 建夫;* 28 вересня 1903) загинув в повітряному бою над Бенгальською затокою, здобув 18 перемог.
- 30 травня — Борис Феоктистович Сафонов — радянський льотчик. Перший двічі Герой Радянського Союзу у німецько-радянській війні, кращий радянський льотчик-винищувач 1941—1942.
- 1 липня — Василь Єфремович Колесніченко — Герой Радянського Союзу, льотчик 573-го винищувального авіаційного полку 101-ї винищувальної авіаційної дивізії Воронезько-Борисоглібського дивізійного району ППО, молодший лейтенант.

12 липня — Семен Михейович Альошин, радянський військовий льотчик, учасник Польського походу РСЧА, Радянсько-фінської та німецько-радянській воєн, Герой Радянського Союзу (10.02.1943).
- 21 серпня — Барон Карл Август фон Габленц, засновник «Deutsche Luft Hansa».
- 30 вересня — Ганс-Йоахім Марсель, німецький льотчик-ас Другої світової війни на прізвисько «Зірка Африки» (нім. Stern von Afrika).
- 8 жовтня — Сергій Олексійович Чаплигін, російський і радянський фізик, один з основоположників гідро- і аеродинаміки, академік АН СРСР (1929), Герой Соціалістичної Праці (1941), керував створенням найбільших аеродинамічних лабораторій ЦАГІ (1931—1941).

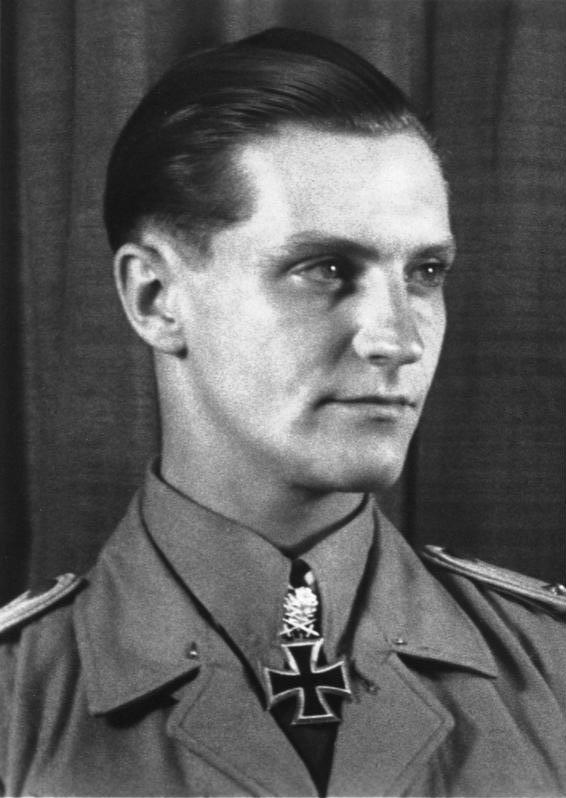
Ганс-Йоахім Марсель
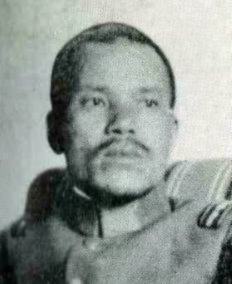
Татео Като

### Виноски
1. ↑  Після вистрибування з сильно пошкодженого двомоторного середнього бомбардувальника Іл-4, він уповільнює рух, потрапляючи в засніжений яр та ковзаючи вниз зі швидкістю, що зменшується, поки не зупиниться на дні. В результаті падіння, отримав важкі травми спини та зламаний таз.